# Marek Emiliusz Lepidus (konsul 187 p.n.e.)
Marek Emiliusz Lepidus (M. Aemilius Lepidus M.f. M.n.) (ur. ok. 230 p.n.e.; zm. 152 p.n.e.) – polityk rzymski, członek jednego z najznakomitszych rodów rzymskich, Emiliuszy.
Jeszcze jako chłopiec (puer) służył w wojsku i zabił nieprzyjaciela oraz ocalił życie obywatela. Wypadki te upamiętnia moneta wybita przez przedstawiciela rodu. W 201 p.n.e. jako jeden z trzech legatów został wysłany do Egiptu, który zwrócił się wtedy do Rzymu o przysłanie kogoś do administrowania królestwem w okresie małoletności króla Ptolemeusza V. Mimo że najmłodszy z legatów zyskał największy wpływ i stał się niejako wychowawcą króla Egiptu. Prawdopodobnie pozostał jakiś czas w Egipcie gdy jego koledzy powrócili do Rzymu. W 199 p.n.e. wybrany do kolegium pontyfików. W 192 p.n.e. sprawował urząd edyla a w 191 był pretorem na Sycylii. Po dwóch nieudanych startach w wyborach został w końcu konsulem w 187 p.n.e. 
W czasie jego konsulatu dokonano podboju Ligurów, co pozwoliło przedłużyć Via Flaminia aż do Akwilei. Jest też założycielem miasta Reggio nell’Emilia w dzisiejszej prowincji włoskiej Emilia-Romania (obok reprodukcja pomnika Lepidusa w tym mieście) oraz drogi Via Aemilia. W 180 p.n.e. został wybrany przewodniczącym kolegium pontyfików (pontifex maximus). W 179 p.n.e. wybrany na cenzora, przeprowadził renowację świątyni Jowisza Kapitolińskiego a dla sfinansowania prac zajął zgromadzone wota. W tym samym roku razem z drugim cenzorem Markiem Fulwiuszem Nobilitorem zbudował bazylikę (basilica Aemilia) na Forum i most na Tybrze (pons Aemilius). W 175 p.n.e. po raz drugi sprawował urząd konsula. Sześciokrotnie był wybierany przez cenzorów na przywódcę senatu (princeps senatus). 
Z przekazu Liwiusza o poleceniu jakie zostawił synom w sprawie skromnego pogrzebu wiemy, że miał kilku synów. Bardziej prawdopodobne jest jednak, że konsulowie z 137 i 126 p.n.e. to jego wnukowie.